# Giuseppe Rotunno
Giuseppe Rotunno (Roma, 19 marzo 1923 – Roma, 7 febbraio 2021) è stato un direttore della fotografia italiano.

## Biografia
Fra i maggiori direttori della fotografia internazionali, nella sua carriera partecipò alla realizzazione di grandi capolavori del cinema, collaborando a lungo, fra gli altri, con Luchino Visconti e Federico Fellini. Intensa fu anche la sua attività all'estero, soprattutto negli Stati Uniti.
Fra i numerosi riconoscimenti ottenuti in carriera, vinse ben otto Nastri d'argento, due David di Donatello ed ebbe una candidatura all'Oscar per la migliore fotografia nel 1980 per All That Jazz - Lo spettacolo continua di Bob Fosse, film per cui vinse anche il prestigioso premio britannico Bafta. Un'altra candidatura ai Bafta l'aveva ricevuta nel 1976 per Il Casanova di Federico Fellini.
Per molti anni diresse il corso di Direzione della Fotografia alla Scuola nazionale di cinema del Centro sperimentale di cinematografia.
A partire dal 2009 il Bif&st di Bari assegna un premio intitolato a Giuseppe Rotunno per il miglior direttore della fotografia tra i film del festival.
Giuseppe Rotunno nel 1966 fu il primo direttore della fotografia non americano a essere ammesso all'American Society of Cinematographers
Rotunno è morto a Roma il 7 febbraio 2021 a 97 anni.

## Filmografia
- Cristo non si è fermato a Eboli, regia di Michele Gandin (1952) - cortometraggio
- Pane, amore e..., regia di Dino Risi (1955)
- Montecarlo, regia di Sam Taylor (1956)
- Tosca, regia di Carmine Gallone (1956)
- Le notti bianche, regia di Luchino Visconti (1957)
- La ragazza del Palio, regia di Luigi Zampa (1957)
- Anna di Brooklyn, regia di Carlo Lastricati (1958)
- La maja desnuda, regia di Henry Koster (1958)
- L'ultima spiaggia (On the Beach), regia di Stanley Kramer (1959)
- La grande guerra, regia di Mario Monicelli (1959)
- Policarpo, ufficiale di scrittura, regia di Mario Soldati (1959)
- La sposa bella (The Angel Wore Red), regia di Nunnally Johnson (1960)
- Rocco e i suoi fratelli, regia di Luchino Visconti (1960)
- Jovanka e le altre, regia di Martin Ritt (1960)
- Fantasmi a Roma, regia di Antonio Pietrangeli (1961)
- Il lavoro, episodio di Boccaccio '70, regia di Luchino Visconti (1962)
- Cronaca familiare, regia di Valerio Zurlini (1962)
- I compagni, regia di Mario Monicelli (1963)
- Il Gattopardo, regia di Luchino Visconti (1963)
- Ieri, oggi, domani, regia di Vittorio De Sica (1963)
- La Bibbia (The Bible: in the Beginning...), regia di John Huston (1966)
- Lo straniero, regia di Luchino Visconti (1967)
- La strega bruciata viva, episodio di Le streghe, regia di Luchino Visconti (1967)
- La Terra vista dalla Luna, episodio di Le streghe, regia  di Pier Paolo Pasolini (1967)
- Toby Dammit, episodio di Tre passi nel delirio, regia di Federico Fellini (1968)
- Candy e il suo pazzo mondo (Candy), regia di Christian Marquand (1968)
- Il segreto di Santa Vittoria (The Secret of Santa Vittoria), regia di Stanley Kramer (1969)
- Fellini Satyricon, regia di Federico Fellini (1969)
- "Splendori e miserie di Madame Royale", regia di Vittorio Caprioli (1970)
- I girasoli, regia di Vittorio De Sica(1970)
- Conoscenza carnale (Carnal Knowledge), regia di Mike Nichols  (1971)
- Roma, regia di Federico Fellini (1972)
- L'uomo della Mancha (Man of La Mancha), regia di Arthur Hiller (1972)
- Amarcord, regia di Federico Fellini (1973)
- Film d'amore e d'anarchia - Ovvero "Stamattina alle 10 in via dei Fiori nella nota casa di tolleranza...", regia di Lina Wertmüller (1973)
- Il bestione, regia di Sergio Corbucci (1974)
- Divina creatura, regia di Giuseppe Patroni Griffi (1975)
- Il Casanova di Federico Fellini, regia di Federico Fellini (1976)
- Ecco noi per esempio..., regia di Sergio Corbucci (1977)
- All That Jazz - Lo spettacolo continua (All That Jazz), regia di Bob Fosse (1979)
- Prova d'orchestra, regia di Federico Fellini (1979)
- La città delle donne, regia di Federico Fellini (1980)
- Cinque giorni una estate (Five Days One Summer), regia di Fred Zinnemann (1982)
- Bello mio, bellezza mia, regia di Sergio Corbucci (1982)
- E la nave va, regia di Federico Fellini (1983)
- Desiderio, regia di Anna Maria Tatò (1983)
- Non ci resta che piangere, regia di Roberto Benigni e Massimo Troisi (1984)
- Yado (Red Sonja), regia di Richard Fleischer (1985)
- Orfeo, regia di Claude Goretta (1985)
- Giulia e Giulia, regia di Peter Del Monte (1987)
- L'estate stregata (Haunted Summer), regia di Ivan Passer (1988)
- Le avventure del barone di Munchausen (The Adventures of Baron Munchausen) regia di Terry Gilliam (1988)
- Mio caro dottor Gräsler, regia di Roberto Faenza (1991)
- A proposito di Henry (Regarding Henry), regia di Mike Nichols (1991)
- Sette criminali e un bassotto (Once Upon a Crime), regia di Eugene Levy (1992)
- Wolf - La belva è fuori (Wolf), regia di Mike Nichols (1994)
- Sabrina, regia di Sydney Pollack (1995)
- La notte e il momento, regia di Anna Maria Tatò (1995)
- La sindrome di Stendhal, regia di Dario Argento (1996)
- Marcello Mastroianni - Mi ricordo, sì, io mi ricordo, regia di Anna Maria Tatò (1997)

## Premi e riconoscimenti
- 8 Nastri d'argento alla migliore fotografia:
  - 1961 - Rocco e i suoi fratelli (fotografia in bianco e nero)
  - 1963 - Cronaca familiare (fotografia a colori)
  - 1964 - Il Gattopardo (fotografia a colori)
  - 1970 - Fellini Satyricon (fotografia a colori)
  - 1977 - Il Casanova di Federico Fellini
  - 1980 - La città delle donne
  - 1984 - E la nave va
  - 1990 - Le avventure del barone di Münchausen
- David di Donatello per il miglior direttore della fotografia 1984 per E la nave va
- David di Donatello per il miglior direttore della fotografia 1990 per Mio caro dottor Gräsler
- David di Donatello 2006 alla carriera
- 1980: Candidatura all'Oscar alla migliore fotografia per All That Jazz - Lo spettacolo comincia
- 1976: Candidatura al Premio BAFTA per Il Casanova di Federico Fellini
- 1980: Premio BAFTA per All That Jazz - Lo spettacolo comincia